# Iskut-Vulkanfeld
Das Iskut-Vulkanfeld ist eine Gruppe von Vulkanen und Lavaströmen an der Grenze zwischen dem US-Bundesstaat Alaska und der kanadischen Provinz British Columbia bzw. in deren Umgebung.

## Geographie
Das Iskut-Vulkanfeld liegt in den Boundary Ranges der Coast Mountains. Alle Vulkane in diesem Vulkanfeld liegen in British Columbia entlang dem Iskut River und dem Unuk River sowie ihren Nebenflüssen; die Lavaströme dieser Vulkane haben das heutige Alaska erreicht. Die ältesten Vulkane im Iskut-Vulkanfeld sind der Little Bear Mountain (146.000 Jahre) und der Hoodoo Mountain (85.000 Jahre). Zu den jüngeren Vulkanzentren gehören der Second Canyon Cone, der King Creek Cone, der Tom MacKay Creek Cone, der Snippaker Creek Cone, der Iskut Canyon Cone, der Cone Glacier Volcano, der Cinder Mountain und The Volcano (Lava Fork), die alle in den letzten 70.000 Jahren entstanden. Alle diese Vulkane sind in ihrer Zusammensetzung mafisch, nur der Hoodoo Mountain besteht aus peralkalinen Gesteinen.:45,46 Der letzte Ausbruch ereignete sich 1800 am Lava Fork, obwohl diesem Vulkan auch ein Ausbruch von 1904 zugeschrieben wird, der allerdings unsicher ist.

## Etymologie
Der Name Iskut-Unuk River Cones wird nahezu synonym für dieses Vulkanfeld benutzt. Er lässt jedoch den Hoodoo Mountain und den Little Bear Mountain außen vor, die ältesten Vulkane, aus denen das Iskut-Vulkanfeld besteht.:128,129 Der Name für dieses Gebiet in der Tlingit-Sprache lautet Séxkhulé, was sich auf Aan Galakhú (die Welt-Flut) bezieht, als die Menschen hier Zuflucht vor den steigenden Wassermassen suchten.